# Dreams (песня Габриэль)
«Dreams» (с англ. — «Мечты») — песня британской певицы Габриэль. Песня была написана Габриэль и Тимом Лоусом и спродюсирована Ричи Ферми для дебютного студийного альбома Find Your Way (1993). Первоначально был включен отрывок из песни «Fast Car» Трейси Чепмен,, но из-за авторских прав этот семпл пришлось удалить. Выпущенный как дебютный сингл Габриель, «Dreams» вошел в чарт UK Singles Chart под номером два, это было самым высоким результатом из тех, что дебют набрал в Соединенном Королевстве на тот момент до достижения первой строчки в течение трех недель в июне 1993 года. Песня также заняла 26-е место в чарте Billboard Hot 100 в США и первое место в чарте Billboard Hot Dance Club Play .
Песня «Dreams» широко известна как визитная карточка Габриэль, а текст вдохновлен названием сборника лучших хитов Dreams Can Come True, Greatest Hits Vol. 1 (2001). Позже песня была использована группой More Fire Crew для их сингла 2002 года «Dreams» и в фильме Пола Томаса Андерсона 1999 года « Магнолия», где угнетенный персонаж Уильяма Х. Мэйси Донни Смит неоднократно проигрывает эту песню в качестве мотивационной помощи. В 2013 году Габриэль перезаписала трек с продюсером Naughty Boy для своего сборника Now and Always: 20 Years of Dreaming.

## Предыстория и выход песни
Габриэль выступала в лондонском клубе Moonlighting. Однажды вечером после того, как она исполнила каверы на Лютера Вандросса в клубе, женщина сказала ей: «Это настолько хорошо, что сделано как будто для вас». Певица пришла домой и записала в дневнике первые строчки песни «Dreams». Вскоре после этого Габриэль и ещё одна певица, Джеки Кинг из клуба, получили возможность сделать запись в студии в Байфлите, графство Суррей . Бойфренд Джеки заплатил им за это. Продюсер Тим Лоус был впечатлен голосом Габриэль и спросил, может ли она исполнить трек сама. Затем певица исполнила «Dreams» с музыкой Лоуса, которая была минусом, с использованием синтезатора Korg M1 для большей части партий — фортепиано, баса, струнной партии — с Akai S900, с барабанными петлями и ударами. Первая версия стала хитом в ночных клубах, её играли андеграундные диджеи. После продажи нескольких тысяч копий Габриэль подписала контракт с Go! Бит лейбл. Это была версия, в которой использовался семпл «Fast Car» Трейси Чепмен . После того, как использование семпла не было разрешено, продюсер Ричи Ферми перезаписал новую версию «Dreams» без семпла. Эта версия заняла 2-е место в британском чарте синглов как дебютный сингл с самым высоким рейтингом за всю историю, а затем первое место.

## Критика
Ларри Флик из Billboard охарактеризовал песню как «великолепное, романтическое, воодушевляющее смешение поп- и танцевальной музыки» с «заразительным припевом, исполненным с хитрой кошачьей грацией». Далее он прокомментировал: «взаимодействие контрастных элементов, таких как акустика, биты в стиле хип-хоп и струнные в стиле диско, работает на удивление хорошо». Том Юинг из Freaky Trigger отметил, что голос Габриэль «носит личностный оттенок», и похвалил композицию как «обнадеживающе профессиональную, очень близкую к тому типу представления, которое будет наблюдаться у Lighthouse Family позже в 90-х». Дэйв Шолин из Gavin Report прокомментировал: «теплый вокал Габриэль как раз подходит для насыщенной мелодии, которую она написала в соавторстве». Рецензент из Irish Independent говорил о «гладком дебютном поп-сингле». Найт Риддер назвал песню «гипнотической». Музыкальный писатель Джеймс Мастертон написал в своем еженедельном комментарии к британским чартам, что это «одна из тех записей, которая стала хитом почти до того, как она вышла». Он также описал её как «запоминающуюся балладу с мечтаниями» и «уникальную запись».
Общеевропейский журнал Music & Media назвал сингл «безупречным». Алан Джонс из Music Week сказал о первоначальном релизе 1992 года, о том, что «успокаивающее и нежное гитарное вступление к Fast Car Трейси Чепмен лежит в основе этой великолепной душевной танцевальной композиции, написанной и исполненной 22-летней новой певицей из Сиденхэма. Звон синтезаторных струн и отголосок Soul II Soul продвигают сингл, лаконичная аранжировка и продюсирование (Unit 3) позволяют прекрасному вокалу дышать». Он добавил: «Первоначально изданный ограниченным тиражом в 1500 экземпляров, которые сейчас распроданы, сингл уже транслируется по радио и может очень легко стать большим поп-хитом при условии адекватного распространения». Другой редактор, Энди Биверс, назвал версию 1993 года «превосходной». Мартс Андрупс из журнала RM Dance Update охарактеризовал трек как «ошеломляющий дебют, который стремится стать „летним хитом“. Как в фанке Трейси Чепмен, здесь звучит красивый соул-вокал в сочетании с обманчиво простой акустической гитарой и струнной аранжировкой».

## Представление в чартах
В Европе песня заняла первое место в Великобритании 20 июня 1993 года и оставалась там три недели. Ранее трек входил в чарт под номером два. Тогда это было самое высокое место в чартах для дебюта сольной исполнительницы в Великобритании. Трек вошел в пятерку лучших в Ирландии, Италии, Португалии и Швеции и в десятку лучших в Австрии, Бельгии, Дании, Финляндии, Исландии, Нидерландах и Швейцарии. В Eurochart Hot 100 «Dreams» занял шестое место 14 августа. За пределами Европы сингл занял первое место в чарте Billboard Dance Club Songs США 23 октября и в канадском чарте RPM Dance/Urban. В 1993 году в Великобритании было продано 513 000 копий «Dreams».

## Видеоклип
Клип на песню «Dreams» был снят британским фотографом, художником и певицей Кейт Гарнер .[нужен лучший источник]

## Список композиций
| №  | Название                  | Длительность |
| -- | ------------------------- | ------------ |
| 1. | «Dreams» (7-inch version) | 3:44         |

| №  | Название | Длительность |
| -- | -------- | ------------ |
| 1. | «Dreams» | 3:44         |

| №  | Название                              | Длительность |
| -- | ------------------------------------- | ------------ |
| 1. | «Dreams» (The Developed Arrested mix) | 6:25         |

| №  | Название                  | Длительность |
| -- | ------------------------- | ------------ |
| 1. | «Dreams» (7-inch version) | 3:44         |

| №  | Название                  | Длительность |
| -- | ------------------------- | ------------ |
| 1. | «Dreams» (7-inch version) | 3:41         |

## Чарты
| Чарт (1993—1994)                   | Высшая позиция |
| ---------------------------------- | -------------- |
| Австралия (ARIA)                   | 2              |
| Австрия (Ö3 Austria Top 40)        | 10             |
| Бельгия/Фландрия (Ultratop 50)     | 6              |
| Канада (RPM Top Singles)           | 29             |
| Канада (RPM Dance/Urban)           | 1              |
| Denmark (IFPI)                     | 8              |
| Europe (Eurochart Hot 100)         | 6              |
| Europe (European Dance Radio)      | 2              |
| Finland (Suomen virallinen lista)  | 9              |
| Франция (SNEP)                     | 11             |
| Германия (GfK)                     | 14             |
| Iceland (Íslenski Listinn Topp 40) | 10             |
| Ирландия (IRMA)                    | 2              |
| Italy (Musica e dischi)            | 4              |
| Нидерланды (Dutch Top 40)          | 6              |
| Нидерланды (Single Top 100)        | 7              |
| Новая Зеландия (Recorded Music NZ) | 36             |
| Portugal (AFP)                     | 5              |
| Швеция (Sverigetopplistan)         | 5              |
| Швейцария (Schweizer Hitparade)    | 10             |
| Великобритания (OCC UK Singles)    | 1              |
| UK Dance (Music Week)              | 1              |
| UK Club Chart (Music Week)         | 1              |
| США (Billboard Hot 100)            | 26             |
| США (Billboard Dance Club Songs)   | 1              |
| США (Billboard Pop Airplay)        | 20             |
| США (Billboard Rhythmic)           | 27             |

| Чарт (1993)                        | Позиция |
| ---------------------------------- | ------- |
| Australia (ARIA)                   | 20      |
| Belgium (Ultratop)                 | 61      |
| Canada Dance/Urban (RPM)           | 41      |
| Europe (Eurochart Hot 100)         | 34      |
| Germany (Official German Charts)   | 68      |
| Iceland (Íslenski Listinn Topp 40) | 97      |
| Netherlands (Dutch Top 40)         | 44      |
| Netherlands (Single Top 100)       | 48      |
| UK Singles (OCC)                   | 5       |
| UK Club Chart (Music Week)         | 40      |

| Chart (1994)             | Position |
| ------------------------ | -------- |
| Australia (ARIA)         | 89       |
| Canada Dance/Urban (RPM) | 5        |
| US Billboard Hot 100     | 75       |

## Сертификации
| Регион                                                      | Сертификация | Продажи   |
| ----------------------------------------------------------- | ------------ | --------- |
| Австралия (ARIA)                                            | Платиновый   | 70 000^   |
| Великобритания (BPI)                                        | Платиновый   | 1,000,000 |
| ^ Данные о тиражах приведены только на основе сертификации. |              |           |

## Другие версии
- В 2013 году сама Габриэль перезаписала трек с продюсером Naughty Boy. Песню можно найти в её альбоме Now and Always: 20 Years of Dreaming.
- В 2017 году британский продюсер Алекс Росс выпустил кавер с вокалом Дакоты и рэп-версией T-Pain .[59]